# Дмитро Шемяка
Дмитро Юрійович Шемʼяка, Дмитрій Шемʼяка (початок XV століття — 17 липня 1453) — великий князь Московський (1445, 1446—1447), також князь Углицький, князь Галицький, син Великого князя Московського Юрія Дмитровича і княгині Анастасії Юріївни, дочки останнього великого князя Смоленського Юрія Святославича, онук Дмитра Донського, один з головних учасників міжусобної війни в північноруських князівствах другої чверті XV століття.
У літописах згадується з 1433 року. Точна дата народження невідома, в літературі вказані різні роки. В 1433—1434 роках підтримував батька у боротьбі за великокняжий престол з Василем ІІ Васильовичем. Намагався організувати відсіч татарам після військової поразки Василя ІІ у 1445 році і деякий час займав великокняжий престол у Москві. Новгородською республікою визнавався великим князем аж до смерті в 1453 році. Отруєний у Великому Новгороді за наказом Василя ІІ.
Ім'ям «Дмитро» князь Юрій назвав Шемʼяку, як і його молодшого брата Дмитра Красного, ймовірно, на честь їхнього діда, великого князя Дмитра Донського. За однією з версій, прізвисько Шемʼяка (як зазначає О. О. Зимін), «швидше за все походить від татарського терміну[що це?] чимеху, що означає прикрашати, а звідси чимек — прикраса, наряд». Згідно з іншою версією, Шемяка — походить від шеемяка, тобто «здатний нам'яти шию, могутній».
Згідно з О. О. Зіміним, «старші сини Юрія Дмитровича, Василь Косий і Дмитро Шемʼяка, можливо, вже до 1425 року прагнули до самоствердження». Історик також відзначає, що «конфлікт їх з батьком, що загострився пізніше, визрівав ще до 1427—1428 років».
Влітку 1432 року і 25 квітня 1433 року Юрій Дмитрович склав духовну грамоту, за якою заповідав «детем своїм, Васильєв, Дмитру, і Дмитру меншому, вотчину свою, у Москві свої жереб» «на три». Крім того, князю Дмитру була заповідана Руза «з волостмі, і з тамгою, і з миті, і з борту, і з сели, і з усіма митами», а також третя частина Дмитрова «і з Московськими волостьми», частина Дмитровських волостей, третина Вятки і ряд інших володінь і доходів.

## Початок міжусобиці
8 лютого 1433 в Москві відбулося весілля Василя Васильовича та Марії Ярославівни. На весілля прибув князь Дмитро з братом Василем — Юрія Дмитровича та Дмитра Красного не було. Під час весілля відбулася пригода з дорогоцінним поясом, що був на Василеві Юрійовичу, — ніби він був вкрадений під час весілля Дмитра Донського і в майбутньому опинився у Василя Косого, пояс зірвала з Василя Софія Вітовтівна.
Дослідник П. Ковальов-Случевський писав, що «не тільки „зривання пояса“, але навіть простий натяк на те, що хтось із Юрійовичів його вкрав або просто привласнив, означав сильну образу». Дмитро і Василь Юрійовичі, розгнівані, покинули весілля та попрямували до батька в Галич. Дорогою вони пограбували скарбницю ярославських князів, що були прихильниками Василя Васильовича. Князі Дмитро і Василь, дізнавшись, що Юрій Дмитрович з дружиною зібрався йти проти Василя Васильовича, приєдналися до походу.
25 квітня 1433 року в битві на р. Клязьмі за 20 верст від Москви об'єднана дружина Юрія Дмитровича, Дмитра Шемʼяки та Василя Косого розбила війська Василя. Юрій Дмитрович вступив до Москви і зійшов на великокняжий престол. За вказівкою батька Дмитро Шемʼяка і Василь Косий виступили навздогін за Василем Васильовичем, який втік до Твері, а потім до Костроми, де Юрійовичі й наздогнали його. Юрій Дмитрович, який прибув пізніше, полонив Василя, проте згодом помирився з ним, та дав Коломну. Згідно з Єрмолінським літописом, складеним не раніше 1481, «москвичі ж всі, князі, і бояри, і воєводи, і діти боярскі, і дворяни, від малого і до великого, всі поїхали на Коломну до великого князя, не повиклі бо служити удельним князям». Мир з Василем Васильовичем і передача йому Коломни відбулися завдяки заступництву фаворита Юрія Дмитровича — боярина Семена Федоровича Морозова. Судячи по всьому, між ним і братами Василем та Дмитром Юрійовичами відбулася сварка, в результаті якої Морозов був убитий «в набережныхъ сѣнѣхъ» Кремлівського палацу, після чого князі Василь та Дмитро покинули Москву, побоюючись покарання від батька, і від'їхали до Костроми.
Близько 5 червня 1434 — 6 січня 1435 року було укладено замирення між Василем II і молодшими Юрійовичами, підтверджувалися право братів на володіння землями, заповіданими їм Юрієм Дмитровичем. Дмитро Юрійович додатково отримав Ржев і Углич. У спільному володінні Юрійовичів повинна була знаходитися Вятка.
Взимку 1436 князь Дмитро приїхав до Москви кликати Василя II в Углич на своє весілля з княжною Софією Дмитрівною, дочкою Заозерського князя Дмитра Васильовича. Василь II наказав його зловити і відправив з приставом до Коломни. Цей крок Василя привів до того, що двір князя Дмитра, в умовах тривалої війни між Василем Васильовичем і Василем Юрійовичем, приєднався до Василя Косого, що саме тоді рухався з Устюга до Вологди. Пізніше Василь Васильович розпорядився звільнити Дмитра Шемʼяку «з заліза», наказавши «бити йому простому на Коломні». 

## Перший похід на татар
У 1437 році Василь II Темний відправив Дмитра Юрійовича та дрібних князів з їхніми полками проти татар Улу-Мухаммеда, що вирішили влаштуватися в районі міста Бєлєва. По дорозі до Бєлева вони, за твердженням великокняжого літопису, грабували населення. Під Бєлевом воєводи Василь Собакін та Андрій Голтяєв відхилили вигідну пропозицію миру від Улу-Мухаммеда, крім того, можливо, Мценський воєвода Григорій Протасьєв перейшов на бік татар і «створи крамолу». Вранці 5 грудня 1437 року татари вдарили по руських полках і розбили їх. Після поразки під Бєлевом Василь II спільно з Дмитром Шемʼякою і Дмитром Красним уклав мирову з Борисом Олександровичем Тверським, що передбачала, зокрема, взаємну допомогу на випадок, якщо «піде цар ратію або рать татарська».
24 червня 1440 року Василь ІІ скоротив судові привілеї Дмитра Шемʼяки. 
22 вересня 1440 за дивних обставин помер князь Дмитро Красний. Бояри Красного покликали на престол Шемʼяку, що був тоді в Угличі.
Восени 1441 року великий князь посварився з Дмитром і пішов війною на Углич. Углицький дяк попередив Дмитра Юрійовича, і той встиг утекти до Бежецького Верху (який після смерті молодшого брата вважав своєю вотчиною, незважаючи на її захоплення Василем II). Вже в 1442 році Дмитро Юрійович перебував з князем Іваном Можайським в «одіначестве … на Углич», але Василю II вдалося переманити Івана Андрійовича на свій бік, поступившись йому Суздалем, відібраним у князя Олександра Васильовича Чарторийського за підтримку Дмитра Шемʼяки. Дмитро Юрійович спільно з Олександром Чарторийським виступив (мабуть, з Углича по Волзі на Дмитров) проти Василя II, вони «прийшли мало не до Москви», і під Троїцьким монастирем їх примирив з Василем ігумен Зиновій Троїцький. Московські літописні зводи 1470-х років нічого не повідомляли про війну з Дмитром Шемʼякою 1441—1442 років, яку почав Василь II зі своєї ініціативи. До 31 серпня 1442 було складено замирення Дмитра Юрійовича з великим князем Василем, за яким князь Дмитро визнавав перехід володінь Василя Косого (Дмитрова, Звенигорода і Вятки) до Василя II, зберігав за собою Галич, Рузу, Вишгород, Углич і Ржев. Замирення наказувало Дмитру Юрійовичу надалі ходити в походи разом з великим князем чи надсилати своїх воєвод за його розпорядженням, забороняло князеві Дмитру самостійні зносини з Ордою.

## Полонення Василя ІІ
Під час конфлікту 1441—1442 Дмитро Юрійович відправив у Новгород послів з проханням прийняти його до себе на княжіння, на що новгородці відповіли йому: (згідно з Никонівським літописом «аще хочеш, князю, до нас їхати, і ти поїду, а ми тобе ради»). Взимку 1444—1445 року Дмитро Юрійович, у числі інших князів «гнізда Калити», виступив з великим князем Василем у похід проти Улу-Мухаммеда, що зайняв раніше «старий» Нижній Новгород (очевидно, Нижньогородський Кремль) і Муром. Улу-Мухаммед пішов у Нижній Новгород, передові загони, відправлені Василем II, побили татар під Муромом, і «в Гороховці, і в інех местех», після чого Василь 26 березня повернувся через Суздаль і Володимир у Москву. До походу на татар літом 1445 Шемяка не приєднався. 7 липня 1445 поруч з Суздалем війська Василя II були вщент розбиті татарами, Василь Васильович, в числі інших, потрапив у полон. Після отримання звістки про полонення Василя II, влада в Москві (доки Василь перебував у полоні), згідно з традиційними уявленнями про порядок спадкування великокнязівського престолу, перейшла до Дмитра Шемяки, як старшого в роді Калити. Влітку-восени 1445 Дмитро Юрійович був дійсним правителем на великого князівства і явним претендентом на отримання й формального статусу великого князя.
У вересні 1445 року (існують інші датування) князі Василь і Федір склали проект угодою з Дмитром Шемякою і відправили цей документ до Москви. За мировою, визнавалися недійсними всі угоди з продажу землі московським боярам і монастирям. Крім того, суздальські князі повинні були отримати у своє розпорядження і Вятку, їхні васальні обов'язки, в основному, зводилися до військової служби. Посольство Бегича і дяка Федора від Шемяки пливло по Оці. Не отримуючи довгий час звісток від Бегича, Улу-Мухаммед вирішив, що він убитий Шемякою, і 1 жовтня 1445 року відпустив Василя II з ескортом татар. При цьому Василь дав скріплену хресним цілуванням обіцянку заплатити викуп. По дорозі Василь ІІ потопив посланців Шемяки. Дмитро повернувся до Углича. Повернувшись в Углич, Шемяка починає підготовлювати коаліцію проти Василя ІІ, використовуючи підписані ним мирові та незадоволення цілування хреста Василем татарам.

## Друга спроба

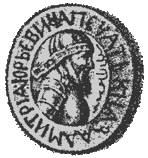
Печатка князя Дмитра Шемяки

На початку лютого 1446 року Дмитро Юрійович та Іван Андрійович перебували в Рузі, де до них приєдналася рать, послана Борисом Тверським. Отримавши звістку, що Василь II зі своїми дітьми і найближчим оточенням знаходиться в Троїцькому монастирі, в ніч з 12 на 13 лютого війська Дмитра Шемяки і його союзників, підійшовши «изгоном» до столиці, без бою зайняли Москву, Дмитро Юрійович вдруге зійшов на великокняжий престол. Потім Василь Васильович був осліплений (з цієї причини пізніше отримавши прізвисько «Темний») його заслали разом з дружиною в Углич, а Софію Вітовтовну (призвідницю початку протистояння) — на Чухлому. Населення було приведено до присяги великому князю Дмитру. Після вступу на велике князювання Дмитро Юрійович відправив своїх «поклонщиків» у Новгород, новгородці, зі свого боку, прислали до Шемяки своїх послів, і великий князь цілував хрест Великому Новгороду.
Перемога Дмитра над Василем II, як зазначає О. Зимін, « викликала явне незадоволення у ординських покровителів Василя Васильовича в Казані». У квітні 1446 року казанці («царів двір») зробили набіг на Устюг. 28 квітня 1446 року Дмитро Юрійович уклав з Іваном Можайським мирову.
На засланні у Вологді до Василя Темного почали стікатися його прихильники. Серед інших прибув посланий Борисом Тверським Кашинський намісник князь Федір Шуйський, який передав Василю запрошення великого князя Бориса виїхати до Твері.
У Твер продовжували прибувати прихильники Василя Темного з числа московських служивих людей з великокняжого двору, «князів і бояр». З Литви виступили сили князя Василя Ярославича, Івана Васильовича Стрига Оболенського, князів Ряполовскіх, Федора Васильовича Басенко, з'єднавшись в Єльні із загонами татарських царевичів Якуба та Касима.
Вирушивши до Твері з метою не допустити об'єднання Василя Ярославовича з Василем Темним, війська Дмитра Юрійовича та Івана Андрійовича зупинилися в Волоколамську, де провели весь Різдвяний піст (15 листопада — 25 грудня 1446). Новгородці, що знаходилися в договірних відносинах з великим князем Дмитром, не взяли участі в його протиборстві з Василем Васильовичем.
У Волоколамськ до Дмитра Юрійовича прибув посол Бориса Тверського з вимогою у тижневий термін піти у свою вотчину, в іншому випадку Борис Олександрович погрожував виступити проти нього спільно з Василем II. Почалася втеча служивих людей, у результаті у військах Дмитра Шемяки та Івана Можайського залишилися тільки вояки з Галича та Можайська.
У ніч на Різдво 25 грудня 1446 року ("в саму завтреню посланий Борисом і Василем II изгоном ": малий загін, зробивши глибокий рейд в тил противника, підійшов до Нікольських воріт Москви. Скориставшись відсутністю в Москві великих збройних сил і тим, що ворота були відкриті у зв'язку з проїздом через них княгині Уляни (вдови князя Василя Володимировича), вояки увійшли до міста. Наміснику великого князя Дмитра вдалося втекти, городяни були приведені до присяги Василю Васильовичу.
Одночасно Борис Тверський та Василь Темний рушили з Твері на Волоколамськ. Отримавши всі ці звістки, Дмитро Юрійович та Іван Можайський під загрозою повного оточення відійшли на Галич.
З-під Волоколамська Дмитро Юрійович по річках через Углич, Ярославль і Кострому попрямував до Галича, потім у Чухлому, з Чухломи, взявши з собою Софію Вітовтовну, Шемяка прибув в Каргополь, що належав галицьким князям.
Василь II з московською і тверською «силою» рушив по дорозі Дмитра до Углича. Під Угличем з тверськими гарматами був посланий гармаш Микула Кречетников, також прибув Василь Ярославович з військами. Облога Углича тривала тиждень, після сильного артилерійського обстрілу місто капітулювало. Незабаром князь Іван Андрійович залишив Дмитра Юрійовича і уклав не пізніше 31 серпня 1447 року мирову угоду з Василем Темним. Крім того, на початку 1447 Василь II уклав угоду з Василем Ярославичем. За цим договором серпуховський князь цілував хрест у вірності великому князю і його дітям, зобов'язуючись мати над собою не тільки самого Василя II, але і його синів, що означало знищення родового принципу успадкування великокнязівського престолу. Після падіння Углича Василь Темний рушив до Ярославля, звідки відправив до Дмитра свого боярина з настійним проханням відпустити Софію Вітовтовну. 17 лютого 1447 року Василь Темний вступив до Москви і знову зайняв великокнязівський престол.

## Продовження усобиці
Дмитро Юрійович відпустив Софію Вітовтовну з Каргополя. При цьому відправлені супроводжувати її боярин і діти боярські перейшли на службу до Василя. Навесні 1447 осаджений тверськими військами Ржев після тритижневого опору капітулював.
Дмитро Юрійович, згідно з адресованим йому посланням ієрархів 29 грудня 1447, не склав хресного цілування до Великого Новгороду, посилав туди свого посла, з проханням: «татарове ізневолілі нашу отчину Москву, і ви ми дайте на них допомогти». Однак, в 1447 і 1448 рр.. Новгороду було не до Шемяки ".
Згідно з посланням ієрархів, Дмитро Юрійович «на лихо» Василя II посилав своїх посланців до вятчан, намагаючись підняти їх на боротьбу з Василем Темним, проте вятчани не відгукнулися на заклик. Дмитру Юрійовичу вдалося тимчасово знову залучити на свій бік Івана Можайського. Згідно з посланням 29 грудня 1447, Дмитро вів переговори з Іваном Можайським.
Влітку Дмитро уклав мирову з Василем ІІ обіцяючи визнавати його за свого князя.
29 грудня 1447 п'ять єпископів Московської Церкви (включаючи Іону), кілька архімандритів та ігуменів, як зазначає А. Зимін, «явно за прямою вказівкою Василя II і його оточення» склали послання Дмитру Юрійовичу із звинуваченнями на його адресу.
Взимку 1447/1448 року Василь II вислав війська на Галич «і прийшовши з потугою силою став на Костромі», почалися переговори між сторонами. Згідно з московськими літописцями 70-х років XV століття, Дмитро Юрійович почав просити миру, був укладений мир і Василь II повернувся до Москви.
Влітку 1448 Василь II уклав нову угоду з Іваном Можайським, а між 15 грудня 1448 і 22 червня 1449 — мирову із суздальським князем Іваном Васильовичем, за яким суздальський князь, зокрема, зобов'язувався «не приставати» до Дмитра Юрійовича або іншому «недругові» Василя II. 13 Квітня 1449 Дмитро Юрійович, можливо, разом з Іваном Андрійовичем, підійшов «з потугою силою» до Костроми, але «не успішний нічтоже», оскільки у місті перебувала застава Василя II — його двір, який очолювали князь Іван Стрига Оболенський і Федір Басенок. Дізнавшись про рух військ Дмитра Шемяки, проти нього виступив Василь II, взявши з собою «братію свою», татарських царевичів «з усіма силами», а також митрополита і єпископів. Підійшовши до Волги, Василь Васильович спустив на Дмитра Шемяку свою «братію» і татарських царевичів, а сам зупинився в селі Рудіні на Ярославщині.
31 серпня 1449 Василь II уклав договір з Казимиром IV, за яким Казимир, зокрема, обіцяв не приймати Дмитра Шемяку. Восени 1449 Василь II послав князя Василя Ярославича з військом на Галич. Дізнавшись про це, Дмитро Юрійович виїхав з дружиною і боярами в Новгород. Приїхавши на Вішеру, він направив новгородському архієпископу Євфимію прохання прийняти до себе його дружину і сина. Архієпископ погодився, а сам князь великий Дмитро Юрійович повернувся на Галич. Наприкінці 1449 — початку 1450 року Василь Васильович виступив у похід, прямуючи до Галича. Отримуючи відомості, що Дмитро Юрійович пішов до Вологди, а потім повернув до Галича, Василь II міняв напрямки руху і дійшов до Залізного Борка.
27 січня 1450, коли війська князя В. І. Оболенського підійшли до Галича, Дмитро Юрійович зі своїми військами розташувався на горі під містом. Воєводи почали підійматися на гору, з Галича був відкритий вогонь Дізнавшись про перемогу під Галичем, туди з Залізного Борка прибув Василь II. У Галичі та Угличі були посаджені намісники великого князя Василя Васильовича.

## Останні роки та смерть

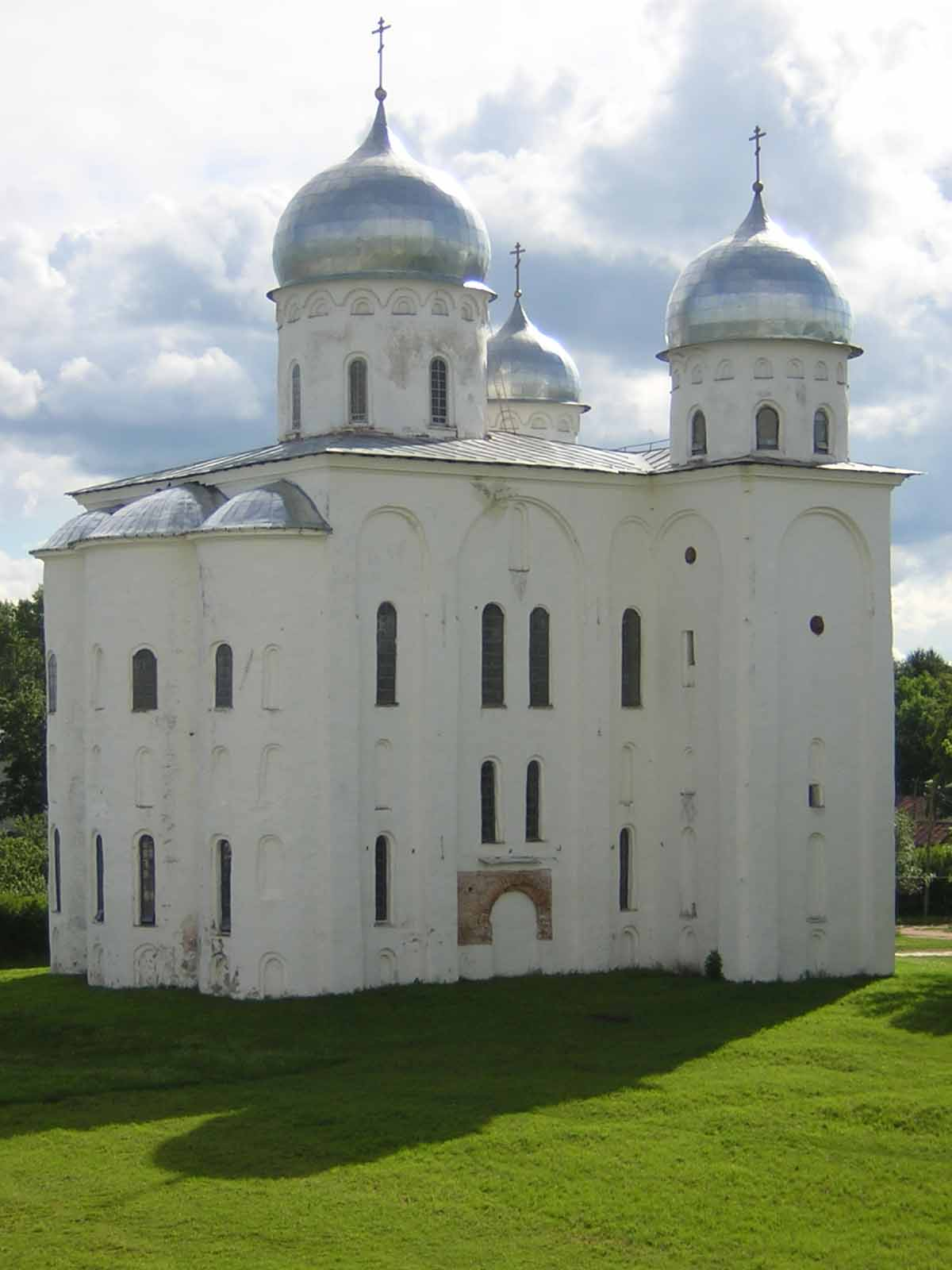
Георгіївський собор Юр'єва монастиря. Великий Новгород. Місце поховання Дмитра Шемяки

У квітні 1450 року Дмитро Юрійович приїхав у Великий Новгород, де «челов хрест до Великого Новугороду, а Великий Новгород челов хрест до великого князя Дмитра заедіно». Пробувши якийсь час у Новгороді, Дмитро наказав «вятчанам йти до себе», а сам вирушив на Двіну. Спустившись по ній, Дмитро Шемяка 29 червня без бою ввійшов в Устюг і привів місцевих жителів до присяги. Зайнявши Устюг, Дмитро Юрійович закликав вогуличів і вятчан «волості великого князя Василя Васильовича грабити», а «сам поиде на Вологду, і Вологди воівав», повернувся на Устюг, де жив приблизно до початку 1452 року.
Пермський єпископ Питирим в 1447 році «писав грамоту на Дмитра Шемяку з прокляттям від церкви святої»; фразою в посланні митрополита Йони на Вятку близько 1452 («з відлученим від Божа церкві с князем Дмитром з Шемяков приходили есте многожди на великого князя вотчину»). 21 березня 1451 року, залишивши родину у Новгороді, Дмитро Юрійович покинув Городище і попрямував «за Волок». Протягом кількох місяців Дмитро, перебуваючи на Двіні, готувався до походу проти Василя Темного. Дізнавшись, що Шемяка рухається до Устюгу, Василь II організував проти нього військову експедицію — 1 січня 1452 року Темний виступив з Москви в похід. Частина сил Василя II під командуванням княжича Івана і татарського царевича Якуба рухалася на Кокшенгу, інша частина наближалася до Устюгу з півдня. Перебуваючи під Устюгом, Дмитро Шемяка отримав звістку про наближення сил Василя Темного. Дмитру Юрійовичу загрожувала небезпека оточення, він спалив посади Устюга і, залишивши в місті свого намісника, відправився на Двіну. Відступав Шемяка на Заволоч, звідти повернувся на Новгород. 10 вересня 1452 року Дмитро Юрійович, можливо, збираючись пробитися до Ржева, «прийшов на Кашин місто изгоном», але взяти місто йому не вдалося. У 1451—1453 роках Великий Новгород визнавав Дмитра Юрійовича великим князем (одночасно і Василя Васильовича).
Не пізніше липня 1453 року Василь Темний послав дяка Степана Бородатого «в Новоград з смертним зіллям уморити князя Дмитрея». Одного дня на обід йому була подана курка, яку учасники отруєння «смертним зіллям доспеша», Дмитро, провівши 12 днів у ліжку, помер 17 липня 1453 року, був похований в Юр'євому монастирі в Новгороді.

## Легенди
У російській мові зберігся вираз «шемячин суд» (також «шемякін суд», рос. шемякин суд), який вживається щодо несправдливого, продажного суду, судді-хабарника. Він пов'язаний з пам'яткою староросійської літератури XVII ст. «Повістю про Шемячин суд».